# Эсбрук, Мишель ван
Мишель ван Эсбрук (нидерл. Michel van Esbroeck; 17 июня 1934, Мехелен — 21 ноября 2003, Лувен-ля-Нёв) — бельгийский историк христианства, византинист и востоковед, католический священник-иезуит.
Вступил в орден иезуитов в 1953 году, в 1970 году был рукоположён. С 1962 года работал в брюссельском центре агиографических исследований Museum Bollandianum, одновременно изучая армянский, грузинский, коптский языки, а также геэз в Католическом университете Лёвена и в Бейрутском университете. В 1975 г. под руководством Жерара Гаритта защитил диссертацию «Древнейшие грузинские гомилиарии» (фр. Les plus anciens homéliaires géorgiens. Étude descriptive et historique). Работал с источниками во многих странах, в том числе в СССР. Преподавал в Риме и Париже, в 1987—1999 гг. заведовал кафедрой восточнохристианской филологии в Мюнхенском университете.